# Буса
Буса (самоназвание), боко, боо (самоназвание), бусанчи, бусава, бусагве, бусансе, бокобару, боконьа, зугвейа — народ, обитающий на северо-востоке Бенина и на северо-западе Нигерии (штаты Квара, Сокото). Численность: ок. 60000 человек в Нигерии, 50000 человек в Бенине (Тишков 1998: 180). Буса родственны к народам чанга и шанга (Исмагилова 1963: 115).

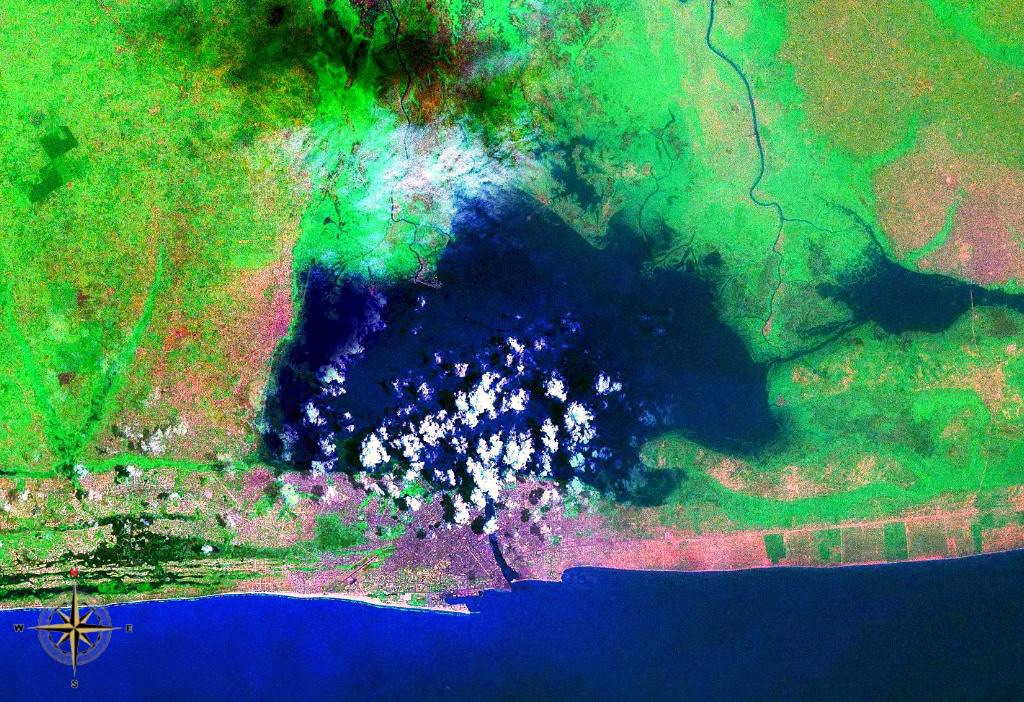

## Языковая характеристика
Большинство буса говорят на языке буса (нигеро-кордофанская макросемья, семья манде, восточная группа). Также многие буса говорят на языке хауса (в Нигерии). Имеются диалекты (которые могут рассматриваться и как отдельные языки): боко (боо, вава), бокобару (киама, зогбме, зугвейя). Письменность буса основана на латинской графике.

## Религия
Большинство буса разделяют традиционные верования, хотя среди них много и мусульман-суннитов, есть христиане (Ольдерогге, Потехин 1954: 293).

## Традиционные хозяйственные занятия
Основное занятие буса — сельское хозяйство: земледелие (рис, просо) и скотоводство. Буса исторически занимались переложным земледелием (Исмагилова 1963: 158).
По культуре народ буса схож с народом барба. Вместе они традиционно составляют политическое образование Бариба (Попов 1988: 450).

## Социальная структура
Общество буса имеет ярко выраженную стратификацию: правители («благородные»), земледельцы и охотники, воины, сказители, кузнецы; так называемые «несвободные», живущие в отдельных поселениях. Преобладают патриархально-общинные отношения. Основа общества — семейная община с патрилинейным счетом родства.
Во главе буса, как правило, стоит сакральный вождь, выбираемый из шести родов (три из которых буса, три — барба) (Исмагилова 1963: 158).

## Народное искусство
Основное место в творчестве буса занимает деревянная скульптура, которая связана с культом предков, её выразительность достигается подчёркнутой геометризацией объёмов и ритмов, четким контрастом вертикальных и горизонтальных плоскостей. Статуэтки и маски иногда декорируются изображениями рогов антилопы или длинной вертикальной планкой с резным орнаментом. Реже встречаются металлические фигурки, изображающие предков и сцены из жизни богов. Распространены металлические украшения, покрытые растительным орнаментом, амулеты-подвески в форме чешуйчатых змей. Изготовляют также художественные изделия из кожи змей, крокодилов (сумки, портфели, ремни) и из шкур зверей, украшая их тиснёным или прорисованным орнаментом. Стены жилищ (круглых или прямоугольных в плане, с коническими или плоскими крышами) иногда украшаются росписями или керамическими барельефами (Тишков 1998: 180).